# Двойники (фильм, 1982)
«Двойники» (эст. Teisikud) — советский эстонский музыкальный телевизионный фильм 1982 года, снятый на студии «Эсттелефильм» режиссёром Лео Карпиным по сценарию Бориса Пургалина.

## Сюжет
Молодая журналистка Тийна Салум готовит статью о раллийных гонщиках и внезапно «узнаёт» в автогонщике Мати Уибо певца Тоомаса Аринга. Тийна рассказывает о своём «открытии» редактору, и в газете публикуется «сенсация». Салум отправляют в командировку в Крым, туда же, каждый по своим делам, отправляются и Уибо и Аринг. И в дороге и в Крыму происходят вызывающие водоворот ошибок и путаницу поочерёдные встречи журналистки с двойниками (певцом и автогонщиком), в результате которых в Тийну влюбляются и Тоомас и Мати. Когда Тийна отправляется из Крыма в Таллин, двойники срываются следом за ней. Кто же станет победителем в гонке любви?

## В ролях
- Яак Йоала ‒ Тоомас Аринг, певец / Мати Уибо, автогонщик
- Мерле Тальвик ‒ Тийна Салум / Хели Паал
- Роберт Гутман ‒ тренер
- Лембит Ульфсак ‒ рулевой
- Эйно Баскин ‒ главный редактор газеты
- Урмас Кибуспуу ‒ Силвер, журналист

## Критика
Кинокритик Валерий Туровский на страницах «Литературной газеты» в обзорной статье, посвящённой телевизионному апрелю 1984 года, назвал актёрскую работу в эстонском телевизионном фильме «Двойники» более скромной, но не менее трудоёмкой (в сравнении с фильмом-спектаклем «Ретро» Малого театра в постановке Л. Хейфеца). Туровский заметил, что популярный эстрадный певец Яак Йоала сыграл в «Двойниках» сразу две роли. По мнению Туровского, авторская ирония не спасла неоригинальный сюжет фильма, ранее уже встречавшийся в эстонской киноленте «Озорные повороты». Туровский отметил, что ему было приятно слушать сделавшие своё дело хорошие песни.
Эстонский журналист Вейко Мярка в 2018 году в издании «Eesti Ekspress» в статье, посвящённой изображению журналистов в эстонских фильмах, писал, что фильме «Двойники» был предназначен для показа по всему Советскому Союзу, поэтому должен был быть понятен как ненецким оленеводам, так и узбекским продавцам арбузов, то есть, чем примитивнее, тем лучше. По утверждению Мярка, мораль фильма заключалась в том, что чтение делает человека глупым. По мнению Мярка, фильм «Двойники» доказывает, что сложившийся в эстонских фильмах образ журналистики не зависит ни от общественного строя, ни от политических обстоятельств.